# École secondaire (Vaud)
Pour les articles homonymes, voir Secondaire.
 (octobre 2022).
Si vous disposez d'ouvrages ou d'articles de référence ou si vous connaissez des sites web de qualité traitant du thème abordé ici, merci de compléter l'article en donnant les références utiles à sa vérifiabilité et en les liant à la section « Notes et références ».
En Suisse, dans le canton de Vaud, une école secondaire est un établissement d'enseignement du secondaire I couvrant les trois dernières années de la scolarité obligatoire, appelées le Cycle 3 (9H, 10H et 11H dans le système harmonisé). Avant l'introduction de la loi sur l'école obligatoire (LEO) en 2013, l'école secondaire comprenait les cinq dernières années de la scolarité obligatoire (de 10 à 15 ans, ou les 5e, 6e, 7e, 8e et 9e année de scolarité selon l'ancien système).

## Organisation

### Depuis le1eraoût 2013 (LEO)
L'école obligatoire se déroule sur onze ans. D'une durée de trois ans, le cycle 3 (degré secondaire I) aboutit à un certificat de fin d'études secondaires I marquant l'achèvement de la scolarité obligatoire. Ce cycle 2 comporte deux voies : la voie prégymnasiale (VP) et la voie générale (VG). Le passage d'une voie à l'autre est possible à la fin du premier semestre de la 9e et en fin de 9e et de 10e années, sur la base des résultats scolaires.

#### Grille horaire du Cycle 3 (degré secondaire I)[1]
| Domaines                               | Disciplines                                         | 9S                      | 9S  | 10S | 10S | 11S | 11S |
| Domaines                               | Disciplines                                         | VG                      | VP  | VG  | VP  | VG  | VP  |
| -------------------------------------- | --------------------------------------------------- | ----------------------- | --- | --- | --- | --- | --- |
| Domaines                               | Disciplines                                         | enseignements à niveaux |     |     |     |     |     |
| Langues                                | Français                                            | 6                       | 6   | 6   | 6   | 6   | 6   |
| Langues                                | Allemand                                            | 3                       | 3   | 3   | 3   | 3   | 3   |
| Langues                                | Anglais                                             | 3                       | 3   | 3   | 3   | 3   | 3   |
| Mathématiques et sciences de la nature | Mathématiques                                       | 5                       | 5   | 5   | 5   | 5   | 5   |
| Mathématiques et sciences de la nature | Sciences de la nature                               | 2                       | 2   | 2   | 3   | 2   | 2   |
| Sciences humaines et sociales          | Histoire/Ethique et cultures religieuses            | 1                       | 1   | 2   | 2   | 2   | 2   |
| Sciences humaines et sociales          | Géographie-Citoyenneté                              | 2                       | 2   | 2   | 2   | 2   | 2   |
| Arts                                   | Arts visuels                                        | 1-2                     | 1-2 | 1-2 | 1-2 | 1-2 | 2   |
| Arts                                   | Musique                                             | 1                       | 1   | 1   | 1   | 1   | 1   |
| Arts                                   | Activités créatrices et manuelles                   | 1-2                     | 1-2 | 1-2 | -   | 1-2 | -   |
| Corps et mouvement                     | Éducation nutritionnelle                            | 1-2                     | 1-2 | 1-2 | -   | 1-2 | -   |
| Corps et mouvement                     | Éducation physique                                  | 3                       | 3   | 3   | 3   | 3   | 3   |
| Options                                | Options spécifiques                                 | -                       | 4   | -   | 4   | -   | 4   |
| Options                                | Options de compétences orientées métiers            | 3                       | -   | 3   | -   | 3   | -   |
| Options                                | Approche du monde professionnel / gestion de classe | 1                       | -   | 1   | -   | 1   | -   |

### Ancien système (LS)
Les élèves quittent l'école primaire en 4e et entrent dans le cycle de transition (CYT) qui dure deux ans (5e et 6e). Les élèves sont ensuite orientés dans l'une des trois filières de 7e, 8e et 9e année :
- la voie secondaire à options VSO (classes à effectifs réduits, suivi individualisé des élèves). Le choix de certaines branches scolaires est laissé aux élèves ainsi que le nombre de périodes pour ces mêmes branches ;
- la voie secondaire générale VSG (élèves destinés à suivre une formation professionnelle initiale ou l'école de culture générale/école de commerce s'il remplissent les conditions d'admission. Ces élèves ont aussi un choix à faire : Activités créatrices sur textiles (ACT) (couture) ou Travaux Manuels (TM) :

#### La voie secondaire à baccalauréat (VSB)
La voie secondaire de baccalauréat VSB, classe les élèves qui ont des capacités à poursuivre leur scolarité dans une école de maturité des gymnases vaudois.
Les élèves qui suivent cette voie doivent également décider de leurs options spécifiques : latin, mathématiques et physique, italien ou économie et droit.

#### Le système de passerelles
Des systèmes de passerelles et d'années supplémentaires permettent aux élèves d'obtenir un meilleur diplôme que celui auquel ils étaient destinés.
Système de passerelles :
- Un élève de 7 où 8e en VSO/VSG peut, à la fin de son année scolaire et si ses points le lui permettent (les points sont la somme des moyennes en mathématiques, français, allemand et/ou anglais) utiliser le système de passerelles pour passer au grade supérieur, respectivement VSG et VSB, à condition de refaire une année scolaire afin de s'adapter au niveau.
- Un élève de 9e VSO/VSG peut, lui, faire une "10ème année", au grade supérieur, qui lui permet d'obtenir à la fin de celle-ci le certificat de fin d'études dans la voie dans laquelle il a étudié sa dernière année (C'est-à-dire ou VSG ou VSB). Dans le cas où l'élève passe en VSB, il devra notamment rattraper les cours de l'option spécifique choisie. Cependant, il est très rare qu'un élève choisisse les voies Maths/Physiques, et dans de moindre cas, Latin, auxquelles des problèmes peuvent se poser à propos des difficultés des apprentissages.

#### En cas d'échec scolaire
Toutefois, si les résultats de l'élève s'avèrent insuffisants au cours de sa scolarité, il ne pourra redoubler que 2 fois au cours du cycle secondaire I, s'il est en échec après son deuxième redoublement, il ne pourra pas obtenir son certificat de fin d'études et devra quitter l'école obligatoire (Normalement à ce moment-là, l'élève a 18 ans). Il obtiendra néanmoins une attestation de fin de scolarité, qui témoigne que l'élève a suivi l'école obligatoire dans son entier.

## Plan d'études romand (PER)
Il désigne les apprentissages que l'élève doit acquérir au cours de sa scolarité, les compétences visées sont en rapport avec la voie (et donc les capacités) de chaque élève[source insuffisante].

## Répartition géographique
Le Département de la formation, de la jeunesse et de la culture (DFJC) du canton de Vaud est chargé de l’instruction publique. Les élèves sont répartis dans une centaine d'établissements scolaires, regroupés en dix régions :
1. Alpes vaudoises
2. Crénol
3. Broye
4. Jura Gros de Vaud
5. La Dôle
6. Lausanne
7. Lavaux
8. Riviera
9. Venoge Lac
10. Jura Lac

## Certification
L'école obligatoire se termine par un examen de certificat comprenant de trois à cinq disciplines. Le certificat d’études secondaires permet d’accéder à une formation professionnelle ou à des études ultérieures (gymnase). À défaut de réussir son certificat, l’élève reçoit une attestation de fin de scolarité.